# Sweet Home Verona
Sweet Home Verona è il primo album live dei Sonohra, registrato il 6 settembre 2008 durante un concerto del duo tenuto al Teatro Romano di Verona.
L'opera, pubblicata il 28 novembre 2008, contiene i pezzi dell'album Liberi da sempre riarrangiati in versione acustica.
È disponibile in formato CD, DVD e CD+DVD.
L'unica cover presente sul CD è The Thrill Is Gone di B.B. King; nel DVD, invece, oltre a questa, troviamo Sultan of Swing, Living on a Prayer, Crying at the Discoteque, Sweet Home Chicago e, inoltre, Love Is Here, la versione in inglese de L'amore.

## Tracce
CD
1. Liberi da sempre
2. Love Show
3. Sono io
4. L'immagine
5. 5000 minimani
6. I believe
7. English Dance
8. So la donna che sei
9. L'amore
10. The trill is gone
11. Io e te
12. Salvami
13. Love is here (Ghost track)

Durata totale: 0:00
DVD
1. Liberi da sempre
2. Love Show
3. Sono io
4. L'immagine
5. 5000 minimani
6. Sweet Home Chicago
7. I Believe
8. English Dance
9. Living on a Prayer
10. So la donna che sei
11. L'amore
12. Sultans of Swings
13. The Thrill Is Gone
14. Io e te
15. Crying at the Discoteque
16. Love Is Here
17. Salvami

Durata totale: 0:00